# 中世纪风格音乐
中世紀風格音樂（Bardcore、Medieval style）指的是一種將現代流行音樂以西方中世紀傳統樂器重新演出的音樂風格，主要使用魯特琴、小提琴、豎琴以及直笛等。原文Bardcore中的Bard即是指中世紀凱爾特文化中的吟遊詩人。中世紀風格音樂的製作是2020年的網路流行文化現象，其主要重製的對象為西洋流行音樂，而日本動畫主題曲也有日漸受到青睞的趨勢。根據The Guardian的文章指出，這一波於網路上重製音樂的濫觴為Cornelius Link於2020年4月20日所製作的Astronomia (Medieval Style) [Tavern Version]。其後，聲量與Cornelius Link並駕齊驅的另一個創作者為Hildegard von Blingin'，其於OnTableTop的訪問中提及音樂重製的創意發想即來自於Cornelius Link的作品。二者皆在Youtube平台上獲得較多的觀看次數。
中世紀風格音樂作品基本上是優美且富有情調的，不過由於其在形式上結合了流行與古老的元素，故聽者能在這種衝突與違和之中同時感受到一種網路時代的幽默感。此外，目前僅有少部分的創作加入人聲元素，在歌詞上創作者亦會刻意使用舊式英語來營造出中世紀的氛圍；然而，用舊式英語抽換時下耳熟能詳的流行音樂歌詞，也使得部分論者感到格外滑稽。事實上，Cornelius Link在受訪時說道最初製作中世紀風格Astronomia的靈感來自於2020上半年最知名的網路迷因「黑人抬棺」，因為在聊天群組中一次中世紀圖像的討論，激發了他結合兩者的創意。於是就此文化現象的發展脈絡來說，中世紀風格音樂最初便含有網路迷因典型的戲仿甚至是惡搞的幽默特質。另外，亦有論者從迷因文化中的中世紀圖像，以及中世紀圖像中的黑死病主題與2020年新型冠狀病毒在全球肆虐的生存情況類比，試圖讓這種中世紀音樂風格的興起做出更多解釋。

## 外部連結
https://www.youtube.com/channel/UCtABl8Nh40_duYywblorlng（页面存档备份，存于） Cornelius Link Youtube頁面
https://www.youtube.com/c/Hildegardvonblingin/videos（页面存档备份，存于） Hildegard von Blingin' Youtube頁面
https://www.youtube.com/watch?v=l-lt6EE2pQc&fbclid=IwAR0QOSOIM9b-76fQpuSxgt_71SrumnVuFpchy_VRSh_zVWdn4N9LGbSx_NE（页面存档备份，存于） Bardcore簡介與簡易製作教程
https://htck.github.io/bayeux/#!/（页面存档备份，存于） 開放式中世紀圖像素材
https://www.mplus.com.tw/article/3259（页面存档备份，存于） 搖滾世代：〈中世紀版本的〈Creep〉和〈Bad Romance〉〉